# Torre AWA
La Torre AWA (in inglese: AWA Tower) è uno storico edificio commerciale di Sydney in Australia.

## Storia
La torre venne costruita per ospitare la sede della società di telecomunicazioni Amalgamated Wireless Australasia Limited. Questa azienda, costituita nel 1913, fu la prima a produrre apparecchi radio commerciali in Australia a partire dal 1920.
L'edificio venne progettato da Robertson, Marks e McCredie in collaborazione con DT Morrow e Gordon. Il permesso di costruire per l'edificio venne ottenuto ad agosto 1937 e i lavori di scavo vennero ultimati entro il mese di dicembre dello stesso anno. I lavori costruzione terminarono invece verso la fine del 1939. L'edificio dominava allora il panorama urbano di Sydney, rimanendone l'edificio più alto fino agli anni 1960.
La torre (con il logo della AWA) compare nel film di fantascienza del 1999 Matrix; l'edificio è visibile nella scena in cui Neo e Trinity salvano Morpheus dagli agenti, fuggendo in elicottero.

## Descrizione
L'edificio, situato nel CBD di Sydney, presenta uno stile Art déco.

## Galleria d'immagini

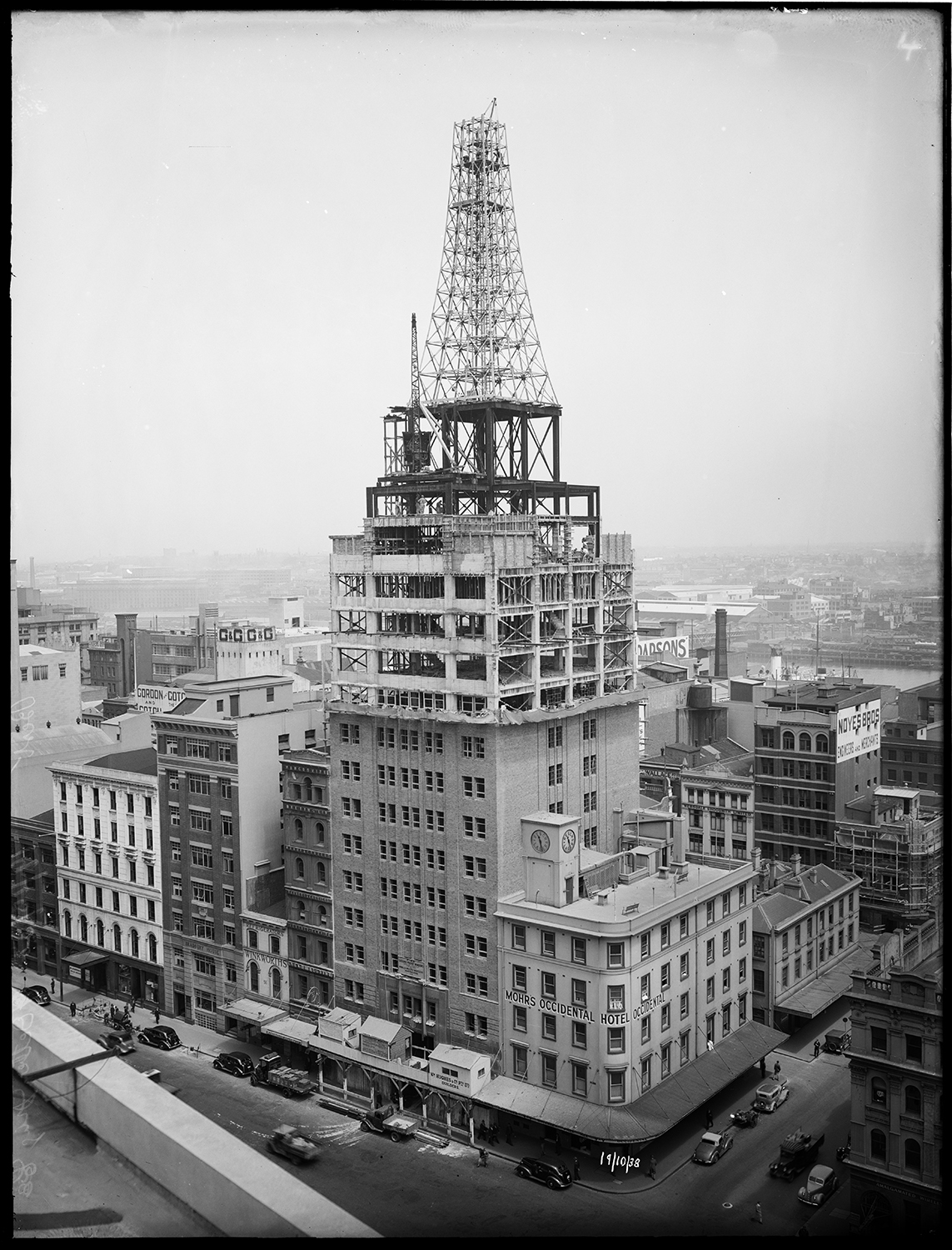
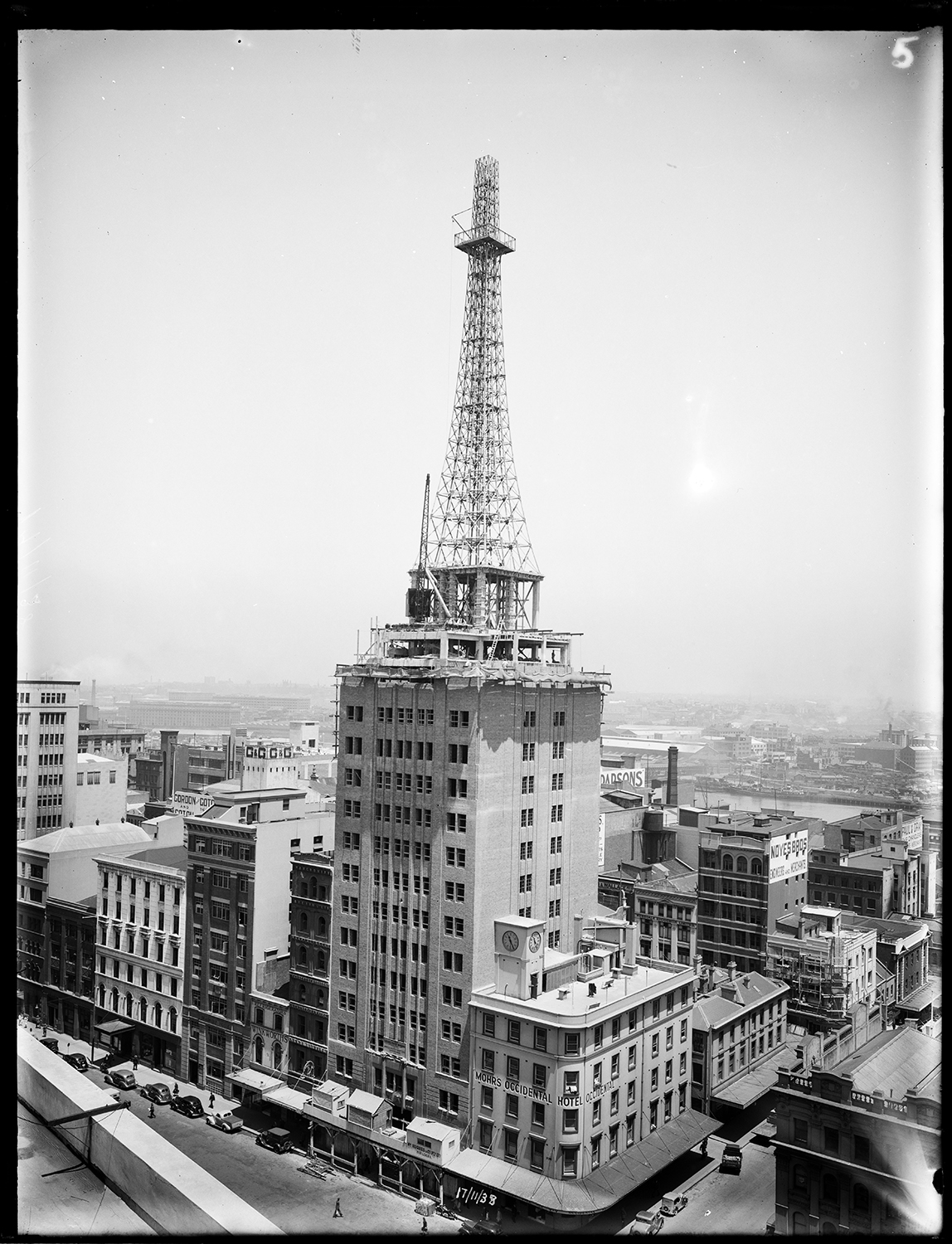
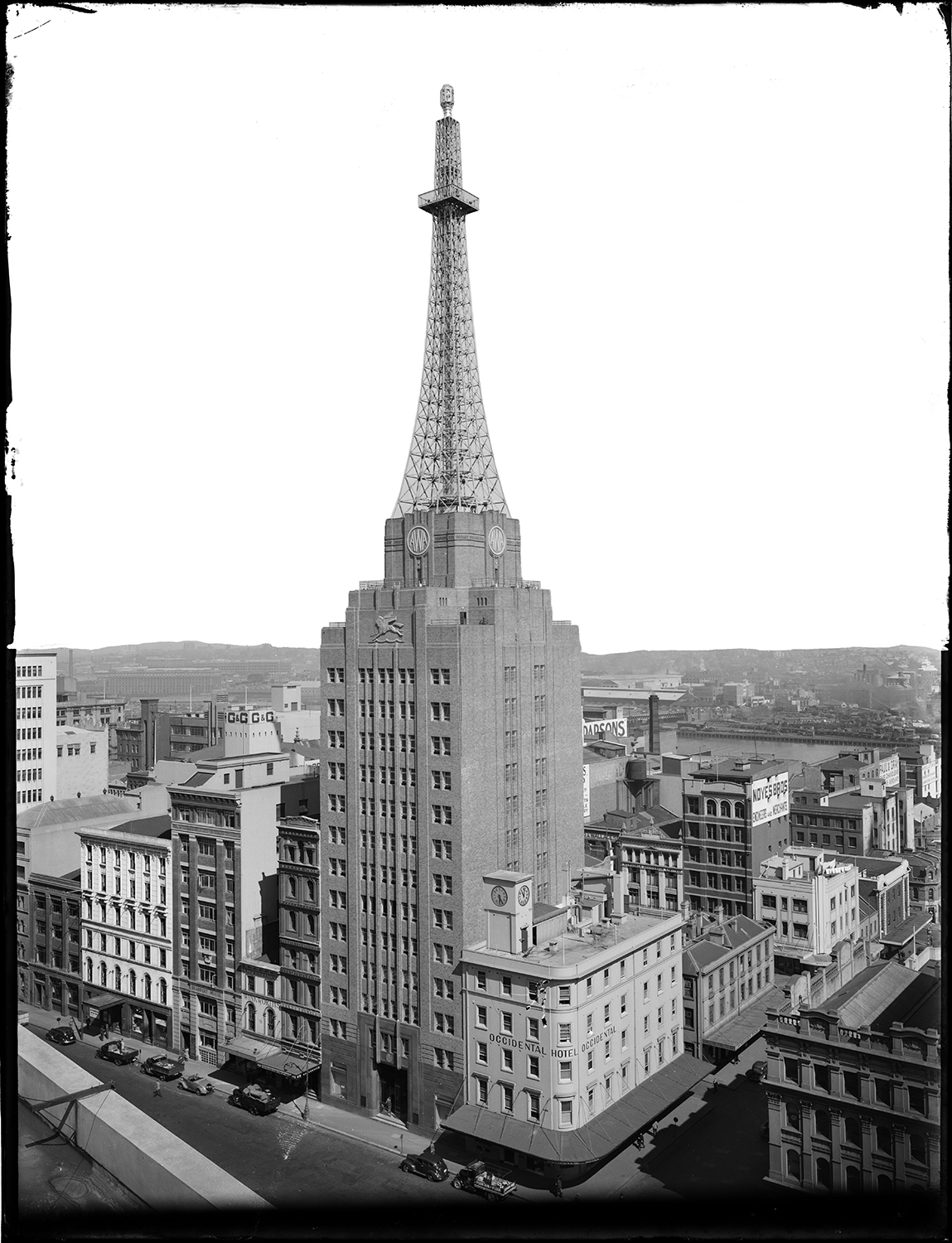